# 2004 KM19
2004 KM19, também escrito como 2004 KM19, é um objeto transnetuniano (TNO) que está localizado no cinturão de Kuiper, uma região do Sistema Solar. Ele é classificado como um twotino, pois, o mesmo está em uma ressonância orbital de 1:2 com o planeta Netuno. O mesmo possui uma magnitude absoluta de 8,2 e tem um diâmetro com cerca de 101 km.

## Descoberta
2004 KM19 foi descoberto no dia 24 de maio de 2004 pelo Canada-France Ecliptic Plane Survey.

## Órbita
A órbita de 2004 KM19 tem uma excentricidade de 0,294 e possui um semieixo maior de 47,819 UA. O seu periélio leva o mesmo a uma distância de 33,768 UA em relação ao Sol e seu afélio a 61,870 UA.